# دون فالي (دائرة انتخابية في المملكة المتحدة)
دون فالي (بالإنجليزية: Don Valley)‏ هي إحدى الدوائر الانتخابية في المملكة المتحدة الممثلة في مجلس العموم في برلمان المملكة المتحدة.
عضو البرلمان الذي يمثلها حالياً هو :كارولين فلينت(لاب).